# Sutonocrea devitta
Sutonocrea devitta är en fjärilsart som beskrevs av Rothschild 1935. Sutonocrea devitta ingår i släktet Sutonocrea och familjen björnspinnare. Inga underarter finns listade i Catalogue of Life.